# Зачем мы спим. Новая наука о сне и сновидениях
«Зачем мы спим. Новая наука о сне и сновидениях» (англ. Why We Sleep: The New Science of Sleep and Dreams) — научно-популярная книга английского нейробиолога и исследователя сна Мэттью Уолкера, опубликованная в 2017 году.  Переведена на 34 языка. На русском языке книга вышла в 2018 году в издательстве КоЛибри.

## Об авторе
Уолкер, являясь профессором нейробиологии и психологии в Калифорнийском университете в Беркли и основателем центра по изучению человеческого сна, выпустил в 2017 году книгу «Зачем мы спим», над которой он работал четыре года. Она стала его первой научно-популярной книгой.

## Критика
Независимый исследователь и писатель Алексей Гузей раскритиковал некоторые утверждения профессора Уолкера.
"В процессе чтения книги, столкнувшись с некоторыми необычными утверждениями о сне, я решил сравнить представленные в ней факты с научной литературой. Я обнаружил, что в книге постоянно преувеличивается проблема недостатка сна, иногда даже вопиюще. Он искажает фундаментальные исследования сна и противоречит собственным источникам.
В одном случае Уокер утверждает, что сон менее шести-семи часов в сутки увеличивает риск рака вдвое — это не подтверждается научными данными (раздел 1.1).

В другом случае Уолкер, похоже, изобрёл «факт», согласно которому ВОЗ объявила эпидемию потери сна (Раздел 4).»